# Загорулько Марія Іванівна
Марі́я Іва́нівна Загору́лько (нар. 10 серпня 1928, село Крисине, тепер Богодухівського району Харківської області — ?) — українська радянська діячка, новатор сільськогосподарського виробництва, зоотехнік колгоспу «Родина» Богодухівського району Харківської області. Депутат Верховної Ради УРСР 6-го скликання.

## Біографія
Народилася у селянській родині. До 1941 року навчалася у сільській школі. З 1943 року працювала у колгоспі «Родина» села Крисине Богодухівського району Харківської області.
З 1948 року — зоотехнік колгоспу «Родина» села Крисине Богодухівського району. Заочно здобула середню освіту.
Потім — на пенсії у місті Богодухові Харківської області.

## Нагороди
- ордени
- медалі